# Miss Congeniality
Miss Congeniality (titulada: Miss Agente Especial en España y Miss Simpatía en Hispanoamérica), es una película cómica estadounidense escrita por Marc Lawrence, Katie Ford y Caryn Lucas, y dirigida por Donald Petrie. Fue estrenada en el año 2000 y distribuida por Warner Bros., concretamente el 22 de diciembre de dicho año en Estados Unidos y los días 6, 20, 26 y 27 de abril de 2001 en España, México, Venezuela y Colombia, respectivamente. La película, titulada originalmente Miss Congeniality, se tituló Miss agente especial en España y Miss Simpatía en países como Chile, Venezuela, México o Colombia. Protagonizada por Sandra Bullock, Michael Caine, Benjamin Bratt, Candice Bergen y William Shatner.
Recibió dos candidaturas a los Globos de Oro en las categorías de mejor actriz de comedia o musical para Sandra Bullock y mejor canción original por One in a Million interpretada por Bosson. Recibió críticas desiguales, pero por el contrario obtuvo éxito en taquilla al recaudar 106 millones de dólares sólo en Estados Unidos y más de 212 millones en todo el mundo.  Bullock también fue productora de la película a través de su compañía, Fortis Films. Su secuela, titulada Miss Congeniality 2: Armed and Fabulous, fue estrenada el 24 de marzo de 2005.

## Argumento
Una ruda agente del FBI se adentra en el mayor concurso de belleza de Estados Unidos, Miss Estados Unidos, con el fin de salvar a las glamorosas representantes de cada estado del malvado plan de un terrorista.

## Sinopsis
Gracie Hart, interpretada por Sandra Bullock, es una ruda y vulgar agente del FBI que, tras una misión fallida, es relegada a tareas menores. Paralelamente, el terrorista de alias "El Ciudadano" envía una carta al FBI, con claves sobre cuál será el lugar de su próximo atentado. Por lo que el jefe de la unidad, Harry McDonald, interpretado por Ernie Hudson, nombra a Eric Matthews, interpretado por Benjamin Bratt, encargado del caso; éste decide con su equipo que el mejor plan es infiltrar a una agente en el concurso Miss Estados Unidos, próximo objetivo de El ciudadano.
La elegida para la misión es la misma Gracie, representando al estado de Nueva Jersey en el certamen. Los agentes solicitan la ayuda de los organizadores del concurso, Kathy Morningside interpretada por Candice Bergen y Stan Fields interpretado por William Shatner, para darles total accesibilidad en los diferentes puntos del evento y garantizar a la agente un puesto entre las cinco finalistas. Gracie siendo una mujer no muy preocupada por su aspecto físico, se decide por Victor Melling interpretado por Michael Caine, un gran asesor de imagen y renombrado gurú de las reinas de belleza, quien acepta el gran desafío de transformarla en una verdadera concursante.
Después de un cambio de imagen drástico, ahora Victor debe educar a la agente en los comportamientos de una verdadera aspirante a la corona de Miss Estados Unidos. Gracie. con el apoyo de Victor y la señora Morningside, logra avanzar a paso lento dentro del concurso volviéndose una sensación para los medios por no ser una candidata convencional.
Después de unos incidentes en las presentaciones de talentos del certamen, la señora Morningside se muestra ante Gracie como una persona que está totalmente dispuesta a cumplir sus objetivos; lo que despierta las sospechas de la agente. De igual modo la agente empieza a tener cambios positivos en su actitud, demostrando tener una postura más educada y elegante; y generando en el camino, amistades entrañables con las demás concursantes, en especial con Miss Rhode Island, Cheryl Frasier, interpretada por Heather Burns. Pasando por cómicos momentos en los que tanto Gracie, como las participantes, se ven en situaciones poco comunes para una concursante de este célebre concurso.
Conforme el concurso llega a la semifinal, los agentes creer haber capturado al terrorista, sin embargo Gracie guiada por información que le brindan sus ahora nuevas amigas, tiene en mente una nueva sospechosa. Sus sospechas resultan ciertas, descubriendo todo el plan orquestado para arruinar el concurso, acabando con un gran estallido al momento de la coronación.
Finalmente, Gracie es coronada en común acuerdo con las concursantes, con el título de honor Miss Simpatía; por sus valores durante el concurso y su gran valentía.

## Reparto

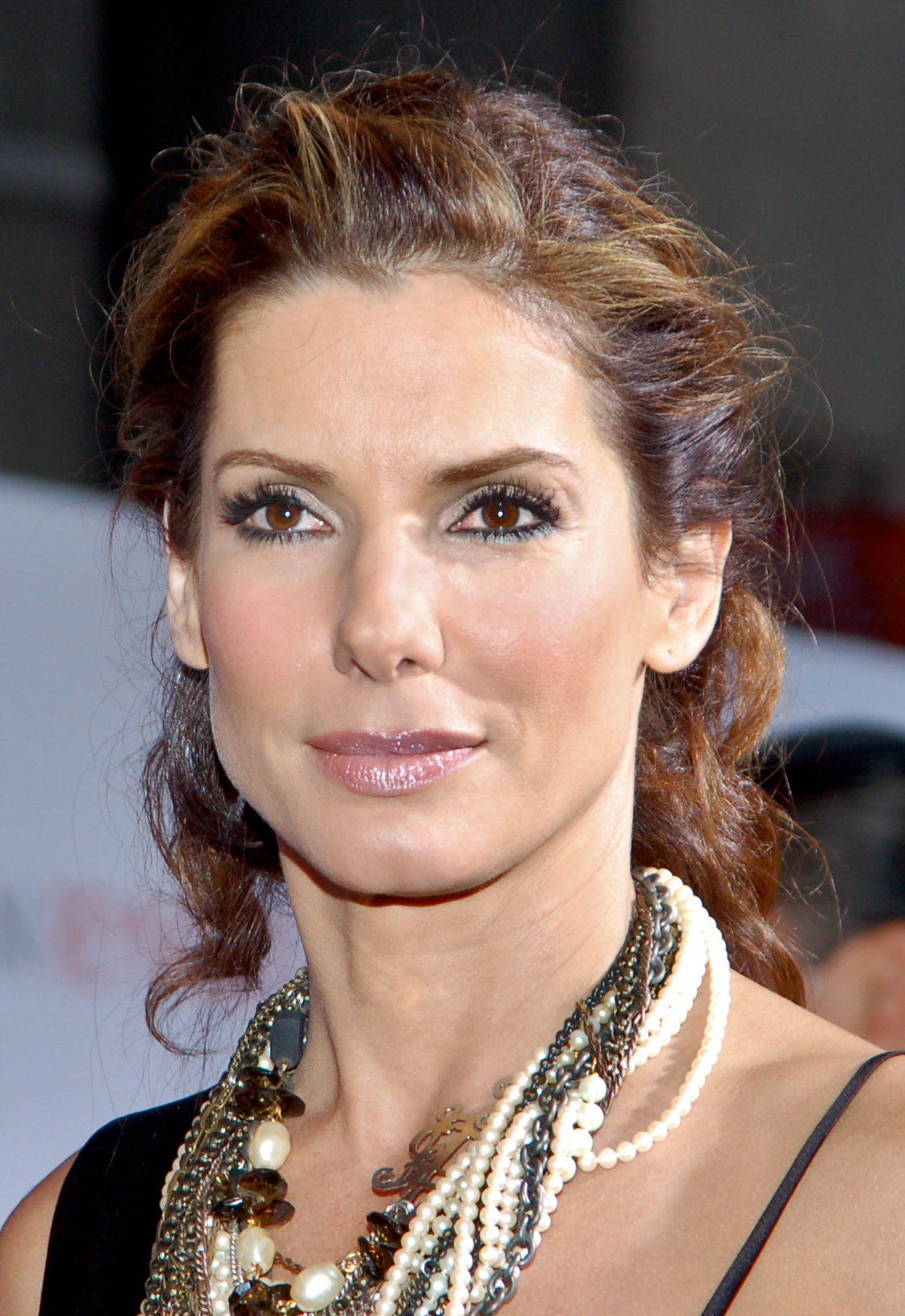
Sandra Bullock como Gracie Hart.

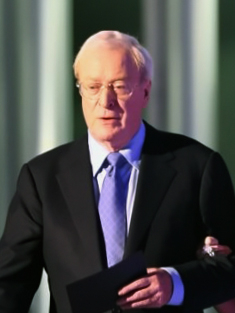
Michael Caine como Victor Melling.

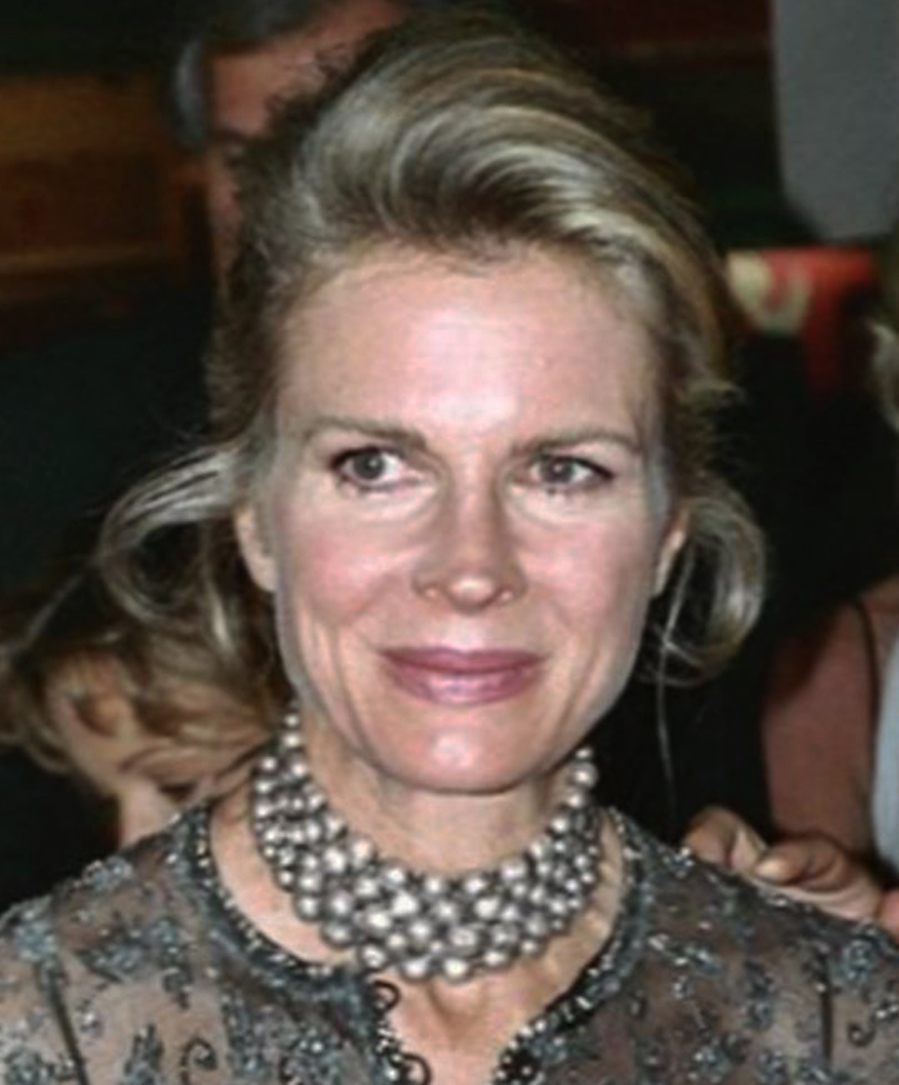
Candice Bergen como Kathy Morningside.

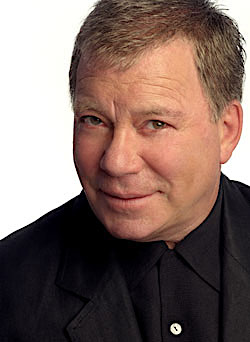
William Shatner como Stan Fields.

- Sandra Bullock como Gracie Hart / Gracie Lou Freebush / Miss New Jersey, una agente del FBI que se infiltra en el concurso de Miss Estados Unidos.
- Michael Caine como Victor Melling
- Benjamin Bratt como Agente Eric Matthews. Bratt ya había coincidido en pantalla anteriormente con Sandra Bullock en la película Demolition Man (1993).
- Candice Bergen como Kathy Morningside, una ex Miss Estados Unidos encargada de presentar el concurso Miss Estados Unidos.  Participó en la película porque quería trabajar en una comedia con Sandra Bullock.[cita requerida]
- William Shatner como Stan Fields, coopresentador del concurso.
- Ernie Hudson como Harry McDonald.
- Heather Burns como Cheryl Frasier / Miss Rhode Island. Burns ha interpretado dicho papel en dos ocasiones, incluyendo la secuela de esta película.
- Deirdre Quinn como Mary Jo Wright / Miss Texas
- Wendy Raquel Robinson como Leslie Davis / Miss California
- Melissa De Sousa como Karen Krantz / Miss New York
- Asia De Marcos como Alana Krewson / Miss Hawái
- Steve Monroe como Frank Tobin
- Ken Thomas como Agente Harris
- John DiResta como Agente Clonsky

## Producción
Sandra Bullock se encargó de la producción. En el guion colaboró Marc Lawrence quien había escrito el de la película Forces of Nature protagonizada por Bullock, estrenado en 1999. Ambos se declaran muy amigos y aseguran entenderse muy bien, de hecho la actriz ha declarado que Lawrence "entiende muy bien cómo me gusta ser graciosa físicamente, soy una payasa en mi vida cotidiana y él incorporó eso al guion", señaló durante el rodaje.
Inicialmente el director previsto era Hugh Wilson, pero finalmente fue despedido alegando "diferencias creativas" entre él y Sandra Bullock. Posteriormente fue contratado Donald Petrie, director de películas como Mystic Pizza (1987) o la posterior How to Lose a Guy in 10 Days (2003).
Rodada con un presupuesto estimado en 45 millones de dólares, la cinta se filmó desde el 3 de mayo de 2000 hasta el 22 de julio del mismo año. Este se produjo casi íntegramente en el estado de Texas, Estados Unidos destacando ciudades como Austin, San Antonio o Round Rock. Así mismo también se rodaron algunas escenas en casa de la propia actriz protagonista, cedidas por Bullock con el fin de ahorrar en el presupuesto. Según el libreto la acción acontece en Nueva York (aunque se rodó en las localizaciones antes mencionadas con el fin de abaratar costes) por lo que en algunas escenas al principio de la película circulan falsos taxis de dicha ciudad. La escena en la que un coche atraviesa una intersección y aparca indebidamente enfrente de Starbucks fue llevada a cabo por Sandra Bullock, aplicando sus habilidades al volante, aprendidas durante el rodaje de Speed (1994).
Una de las hijas del guionista, Clyde Lawrence, también participó en la producción componiendo la música de la canción que Lawrence había escrito y que se escucha cuando finaliza el concurso de Miss Estados Unidos.

## Banda sonora
La banda sonora de la película está compuesta por trece temas, cantados por artistas como Tom Jones, Bosson, A-Teens, Salt ‘N’ Pepa, Bob Schneider (que mantuvo una relación sentimental con Bullock) y el propio William Shatner. Actualmente disponible en Amazon.com.

Todas las canciones escritas y compuestas por Stephen Sondheim. 
| N.º | Título                           | Intérprete(s)                 | Duración |  |
| 1.  | «One in a Million»               | Bosson                        | 3:30     |  |
| 2.  | «If Everybody Looked the Same»   | Groove Armada                 | 3:40     |  |
| 3.  | «She's a Lady»                   | Tom Jones                     | 4:21     |  |
| 4.  | «Anywhere USA»                   | P.Y.T                         | 4:06     |  |
| 5.  | «Dancing Queen»                  | A-Teens                       | 3:50     |  |
| 6.  | «Let's Get It On»                | Red Venom                     | 3:26     |  |
| 7.  | «Get Ya Party On»                | Baha Men                      | 3:20     |  |
| 8.  | «No One of Your Business»        | Salt 'N' Pepa                 | 3:34     |  |
| 9.  | «Mustang Sally»                  | Los Lobos                     | 4:59     |  |
| 10. | «Bullet»                         | Bob Schneider                 | 4:25     |  |
| 11. | «Liquored Up and Lacquered Down» | Southern Culture On The Skids | 2:26     |  |
| 12. | «Miss United States»             | William Shatner               | 3:38     |  |
| 13. | «One in a Million (Bostrom mix)» | Bosson                        | 3:33     |  |

## Recepción

### Respuesta crítica
La película obtuvo un 41% de comentarios positivos según la página de Internet Rotten Tomatoes, llegando a la siguiente conclusión: "aunque los críticos afirman que Sandra Bullock es graciosa y encantadora, ella no puede salvar un mal guion que hace que la película se sienta una comedia fácil y nada original". Roger Ebert escribió para el Chicago Sun Times que la película "no es tan mala, ya que carece de toda la ambición de ser más de lo que obviamente es", otorgándole dos estrellas sobre un total de cuatro. John Anderson señaló para Newsday que "Bullock está simplemente muy divertida". En el sitio web Metacritic, donde también se recopilan comentarios de los críticos, obtuvo un 43% de comentarios positivos, lo que según los baremos utilizados en dicha página equivale a críticas mixtas. Jonathan Foreman indicó que "la película tiene momentos divertidos, sobre todo gracias a Sandra Bullock, que es sorprendentemente atractiva y entrañable".
En Francia fue recibida de manera mixta por parte de la crítica, el sitio web Allociné recopiló un total de 13 críticas, recibiendo una nota media de 2,8 sobre 5.

### Premios y nominaciones
La película obtuvo dos candidaturas a los Globos de Oro, en las categorías de mejor actriz de comedia o musical para Sandra Bullock y mejor canción original por One in a Million, interpretada por Bosson. Sandra Bullock también fue candidata en la misma categoría en los Satellite Awards.

### Taquilla
Fue estrenada en 2668 salas estadounidenses el 22 de diciembre de 2000. Durante su primer fin de semana recaudó 10 millones de dólares, quedando en quinta posición por delante de El emperador y sus locuras y por detrás de The Family Man. Paradójicamente aumentó sus ingresos en un 45,1% , acumulando 14.5 millones durante su segundo fin de semana. Finalmente su recaudación en Estados Unidos fue de 106 millones tras 20 semanas en cartel. Más allá de las fronteras de Estados Unidos acumuló 105 millones, elevando la cifra de su recaudación mundial a 212 millones de dólares, obteniendo grandes ganancias en países como Alemania, Australia, Reino Unido y España. Es el vigésimo primer film más taquillero del año 2000 en Estados Unidos y el vigésimo del mismo año internacionalmente. El presupuesto invertido en la producción fue de aproximadamente 45 millones.

## DVD y Blu-ray
La versión en DVD de la película fue lanzada en Estados Unidos el 1 de junio de 2004. El disco contiene menús interactivos, acceso directo a escenas, subtítulos y audio en múltiples idiomas, y tres documentales titulados "detrás de las escenas", "preparación para el concurso" y "el concurso".  En el año 2005 salió una edición especial, también en formato DVD, en este caso el disco contiene menús interactivos, acceso directo a escenas, subtítulos y audio en múltiples idiomas, tráiler cinematográfico, tres escenas adicionales, dos documentales titulados “preparación para el concurso” y “el concurso”, un avance de Miss Congeniality 2: Armed and Fabulous y un test, presentado por William Shatner llamado "¿tienes lo que hay que tener para ser una miss?". En España está disponible en los formatos DVD y Blu-ray, ambas versiones tienen las mismas características que la edición especial antes citada, salieron a la venta el 19 de abril de 2004 y el 8 de junio de 2010, respectivamente.